# 博康達省
7°4′N 4°30′W / 7.067°N 4.500°W

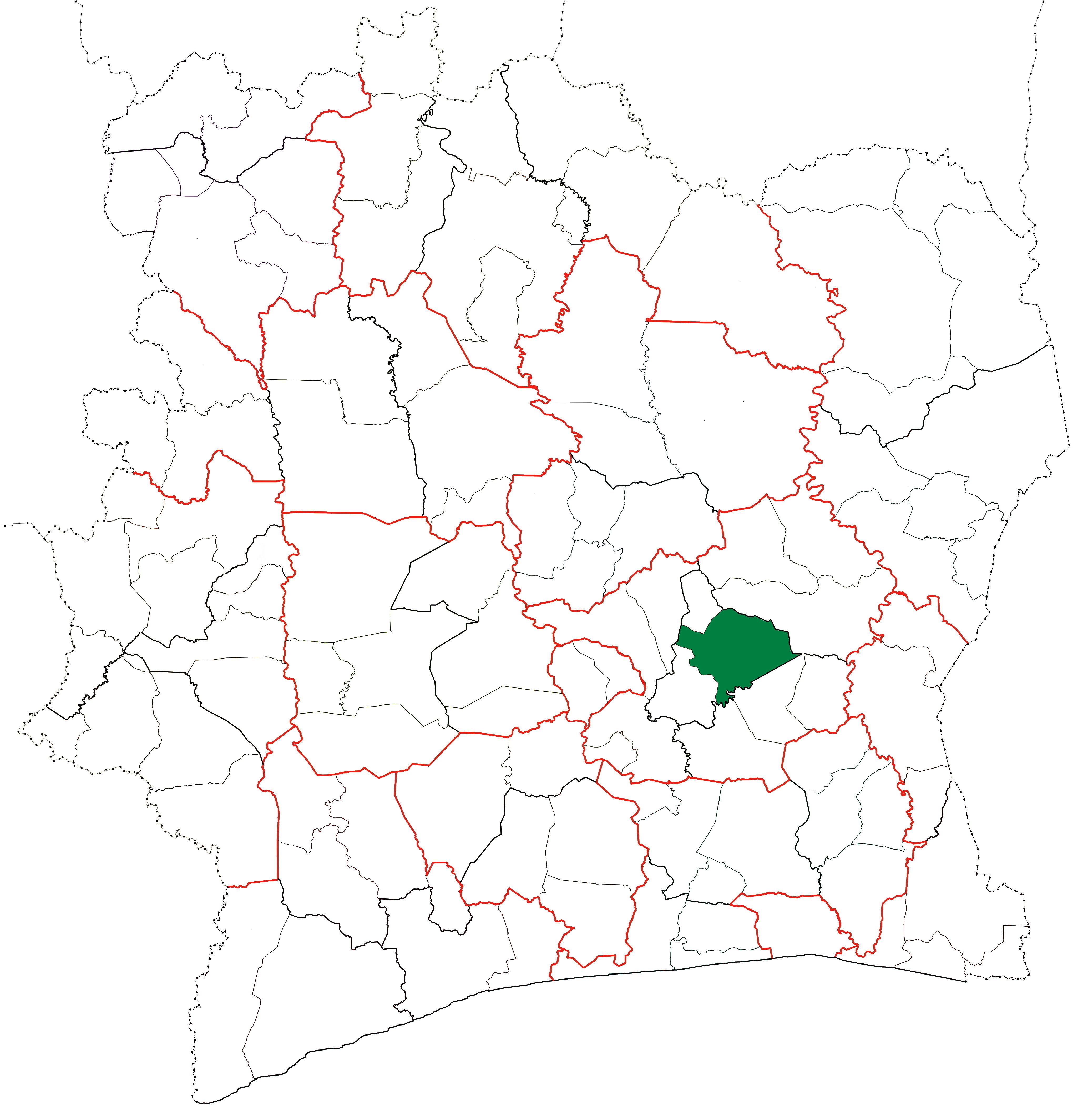

博康達省（Bocanda Department），是科特迪瓦的省份，位於該國中部湖泊區，由恩濟大區負責管轄，西南面是丁博克羅省，成立於1998年，2014年該省份人口為126,910。